# Trygonorrhina
Trygonorrhina is een geslacht van kraakbeenvissen uit de familie van de Trygonorrhinidae.

## Soorten
- Trygonorrhina dumerilii Castelnau, 1873
- Trygonorrhina fasciata Müller & Henle, 1841